# НОМУС
Новосадске музичке свечаности  (верз. скр. НОМУС, верб. скр. Номус) међународни је фестивал уметничке музике који се одржава сваке године у априлу у Новом Саду.

## Историјат
НОМУС је настао 1975. године на иницијативу истакнутог музичког организатора Антона Еберста. Организатор фестивала је до 1980. године био Радио Нови Сад профилишући од самог почетка  НОМУС у цењену музичку манифестацију на којој су представљана најуспешнија остварења југословенских композитора и извођача. Након четворогодишње паузе од 1981. до 1984. године  организацију фестивала крајем 1985. године преузима Музичка омладина Новог Сада, прва два пута под промењеним називом “Новосадске музичке јесени”, да би фестивалу од 1987. враћен првобитни назив – Новосадске музичке свечаности, одржавајући се од тада увек у априлу. 2009. године НОМУС је проглашен за догађај од националног значаја од стране Министарства културе Републике Србије, а 2015 фестивалу је  додељена Награда ревије “Музика класика” у категорији најбољи музички фестивал у 2014. 
У почетку конципиран као камерни фестивал постепено је ширио своје жанровске границе, прерастајући истовремено из националне у међународну манифестацију.  Међу реномираним ансамблима који су наступали треба издвојити: Краљевску филхармонију из Стокхолма, Симфонијски оркестар Руске државне капеле, Београдску филхармонију, Војвођански симфонијски оркестар, Симфонијски оркестар РТС-а., Камерни оркестар „Малер“, Камерни оркестар „Франц Лист“, Камерата Салцбург, гудачки квартети „Бродски“, „Кодаљ“, „Ебен“, „Модиљани“, као и истакнуте извођаче као што су: пијанисти Марија Жоао Пиреш, Фазил Сај, Борис Березовски,  Александар Маџар, Кемал Гекић, Симон Трпчески, виолисти Јуриј Башмет, Дејвид Герет, Стефан Миленковић, Немања Радуловић, Роман Симовић, Гордан Николић и др. 